# Union Weißkirchen
Die Sportunion Weißkirchen an der Traun, kurz Union Weißkirchen, ist ein Fußballverein aus der oberösterreichischen Gemeinde Weißkirchen an der Traun. Der Verein gehört dem Oberösterreichischen Fußballverband (OFV) an und spielt seit der Saison 2014/15 in der OÖ Liga, der vierthöchsten Spielklasse.

## Geschichte
Die Union Weißkirchen wurde im Jahre 1962 gegründet. Der Verein verbrachte die ersten knapp 40 Jahre seines Bestehens immer im oberösterreichischen Unterhaus. Als Fünftligist nahm das Team in der Saison 1993/94 zum ersten Mal am ÖFB-Cup teil, nachdem man in der Vorrunde den ASKÖ Steyrermühl besiegt hatte. In der ersten Hauptrunde traf Weißkirchen dann auf den Landesligisten SV Grieskirchen. Gegen den höherklassigen Verein verlor das Team auswärts knapp mit 1:0.
In der Saison 2006/07 wurde die Union erstmals Meister der fünftklassigen Landesliga Ost und stieg folglich auch erstmals in die viertklassige OÖ Liga auf. In fünf Spielzeiten in der OÖ Liga gelang dem Verein nie ein einstelliger Tabellenplatz, zumeist befand man sich tief im Abstiegskampf. In der Debütsaison 2007/08 gelang der Klassenerhalt nur um einen Punkt, in der Saison 2008/09 hatte das Team als Vorletzter drei Zähler Vorsprung auf den Absteiger Union Rohrbach/Berg. Die bis dahin beste Platzierung der Vereinsgeschichte gelang 2010/11 mit einem zehnten Rang. In der Saison 2011/12 musste Weißkirchen als Zwölfter nach fünf Saisonen wieder den Gang ins Unterhaus antreten, auf das rettende Ufer fehlten vier Zähler. Wieder in der Landesliga Ost angekommen wurde die Union 2012/13 Sechster, mit dem Aufstieg hatte man nichts zu tun. In der Saison 2013/14 holte Weißkirchen dann aber wieder den Meistertitel und stieg somit nach zwei Jahren wieder in die höchste oberösterreichische Spielklasse auf.
Nach dem zweiten Aufstieg präsentierte sich Weißkirchen viel besser als nach dem ersten: In der Saison 2014/15 wurde mit einem sechsten Rang die beste Platzierung der Klubgeschichte deutlich eingestellt, in der Saison 2015/16 übertraf sich die Mannschaft mit einem dritten Endrang nochmals. Die Saison 2016/17 verlief dann wieder weniger erfolgreich, zwar beendete man die Meisterschaft als Zehnter, auf die Abstiegsplätze hatte man jedoch nur fünf Punkte Vorsprung. Auch in der Saison 2017/18 war der Abstiegskampf in der OÖ Liga extrem eng, Weißkirchen wurde zwar Achter, hatte aber auf den 15. Platz (und damit Abstiegsplatz) nur sechs Zähler Vorsprung. In der Saison 2018/19 lief es wieder deutlich besser und mit einem dritten Rang egalisierte man das Endergebnis der Saison 2015/16 als Vereinsrekord. Die Saison 2019/20 wurde COVID-bedingt nach der Winterpause abgebrochen, nach der Hinrunde lag Weißkirchen punktgleich mit dem Tabellenführer SV Wallern auf dem zweiten Platz. Die Saison 2020/21 wurde ebenso abgebrochen.
In der Saison 2021/22 war es dann schließlich soweit und Weißkirchen durfte erstmals den Meistertitel in der OÖ Liga bejubeln und hätte somit auch erstmals in die Regionalliga aufsteigen dürfen. Auf den Aufstieg verzichtete das Team aber.